# باشمالاخ
باشمالاخ (به لاتین: Bashmalakh) یک منطقه مسکونی در جمهوری آذربایجان است که در شهرستان قاخ واقع شده است.